# Rio Negrinho (ort)
Rio Negrinho är en ort i Brasilien.   Den ligger i kommunen Rio Negrinho och delstaten Santa Catarina, i den södra delen av landet, 1 200 km söder om huvudstaden Brasília. Rio Negrinho ligger 793 meter över havet och antalet invånare är 41 914.
Terrängen runt Rio Negrinho är huvudsakligen platt. Rio Negrinho ligger nere i en dal. Närmaste större samhälle är São Bento do Sul, 13,9 km öster om Rio Negrinho. 
I omgivningarna runt Rio Negrinho växer i huvudsak städsegrön lövskog. Runt Rio Negrinho är det ganska tätbefolkat, med 139 invånare per kvadratkilometer.